# Jakob Krinzinger
Jakob Krinzinger (weltlicher Vorname: Josef; * 18. Februar 1934 in Sipbachzell; † 30. Dezember 2012 in Wels) war ein österreichischer Benediktiner und Lehrer im Stift Kremsmünster.

## Leben und Wirken
Er maturierte am Stiftsgymnasium Kremsmünster, studierte zunächst Theologie an der Universität Salzburg und schloss dann das Lehramtsstudium für Philosophie und Naturgeschichte an der Universität Wien an, wo er zum Dr. der Philosophie promoviert wurde.
1952 trat er in den Orden der Benediktiner im Stift Kremsmünster ein, legte 1953 die Ordensprofess ab und empfing am 31. Juli 1956 die Priesterweihe. Er war zunächst Präfekt und dann Professor am Stiftsgymnasium. Von 1968 bis 1976 wirkte er als Konviktsdirektor bzw. Novizenmeister und von 1976 bis 1999 als Direktor des Stiftsgymnasiums. Von 1970 bis 1996 übte er im Stift Kremsmünster die Funktion als Prior aus. Ab 1972 war er Kustos der naturwissenschaftlichen Sammlung der Sternwarte Kremsmünster und als solcher Koordinator der Renovierungsarbeiten und Neuaufstellung der Sammlung im Zusammenhang mit der Jubiläumsausstellung im Jahr 1977.
Mit der Einrichtung des Forum Meierhof und dem Objektepark im Stift setzte er sich für die Verwirklichung einer Kombination von pädagogischen und künstlerischen Zielen ein.

## Veröffentlichungen
Krinzinger verfasste eine Reihe von Beiträgen in Festschriften und Jahresberichten des Stiftes Kremsmünster sowie in der Kulturzeitschrift Oberösterreich.

## Auszeichnungen
- Silbernes Ehrenzeichen des Landes Oberösterreich (1979)[6]
- Kulturmedaille des Landes Oberösterreich (1999)